# Sars-cov-2 alfa

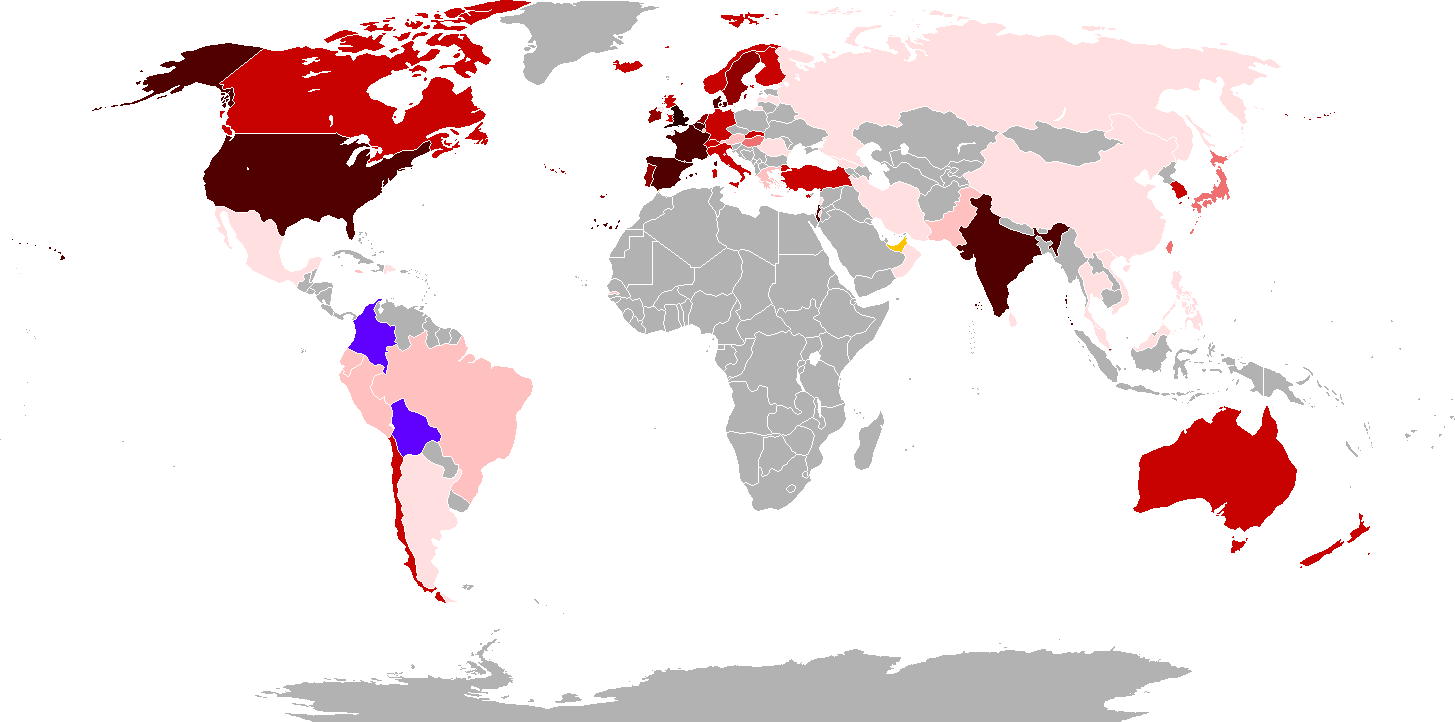
Länder med bekräftade fall av Variant B.1.1.7. Kartan visar inaktuell data från och med 23 januari 2021.
1 000+ Bekräftade fall
100 - 999 Bekräftade fall
50 - 99 Bekräftade fall
10 - 49 Bekräftade fall
5 - 9 Bekräftade fall
2 - 4 Bekräftade fall
1 Bekräftat fall
Har fall men inga tydliga siffror
Misstänkta fall
Inga bekräftade fall eller saknas data

Sars-cov-2 alfa, Variant B.1.1.7 , även kallad f20I/501Y.V1, Variant of Concern 202012/01 (VOC-202012/01), alfavarianten, eller den brittiska virusvarianten är en variant av sars-cov-2, viruset som orsakar Covid-19. Varianten upptäcktes i Storbritannien i mitten av november 2020, när ett virusprov från september sekvenserades. Varianten korrelerar med den betydande ökningen av bekräftade fall av Covid-19 i Storbritannien och resterande Europa. Denna ökning tros delvis bero på aminosyrasubstitutionen N501Y i spikeproteinets receptor-bindande domän som behövs för att bindas till ACE2 på människans celler.

## Nomenklatur
Varianten har fått namnet B.1.1.7, och Variant of Concern 202012/01 (VOC-202012/01). Varianten hade tidigare också kallats för the first Variant Under Investigation in December 2020 (VUI – 202012/01) av Public Health England, men bytte senare namn till Variant of Concern (VOC-202012/01) den 21 december 2020. Tidiga rapporter benämnde varianten som UK COVID-19 variant, och UK Coronavirus variant.
Den 31 maj offentliggjorde Världshälsoorganisationen ett nytt system, baserat på det grekiska alfabetet, för att namnge varianter av SARS-CoV-2. Syftet var att förenkla kommunikation till allmänheten, samt att undvika stigmatiserande namn utifrån var varianter först upptäcktes. I det nya systemet har B.1.1.7 fått beteckningen alfa.
I Sverige har varianten kallats för den brittiska virusvarianten, och den brittiska virusmutationen.

## Spridningsutveckling av alfa-varianten
| Spridning av alfa-varianten (analyserade positiva test för sars-cov-2 under angiven vecka)                                                               | Spridning av alfa-varianten (analyserade positiva test för sars-cov-2 under angiven vecka) | Spridning av alfa-varianten (analyserade positiva test för sars-cov-2 under angiven vecka) | Spridning av alfa-varianten (analyserade positiva test för sars-cov-2 under angiven vecka) | Spridning av alfa-varianten (analyserade positiva test för sars-cov-2 under angiven vecka) | Spridning av alfa-varianten (analyserade positiva test för sars-cov-2 under angiven vecka) | Spridning av alfa-varianten (analyserade positiva test för sars-cov-2 under angiven vecka) | Spridning av alfa-varianten (analyserade positiva test för sars-cov-2 under angiven vecka) | Spridning av alfa-varianten (analyserade positiva test för sars-cov-2 under angiven vecka) | Spridning av alfa-varianten (analyserade positiva test för sars-cov-2 under angiven vecka) | Spridning av alfa-varianten (analyserade positiva test för sars-cov-2 under angiven vecka) | Spridning av alfa-varianten (analyserade positiva test för sars-cov-2 under angiven vecka) | Spridning av alfa-varianten (analyserade positiva test för sars-cov-2 under angiven vecka) | Spridning av alfa-varianten (analyserade positiva test för sars-cov-2 under angiven vecka) | Spridning av alfa-varianten (analyserade positiva test för sars-cov-2 under angiven vecka) | Spridning av alfa-varianten (analyserade positiva test för sars-cov-2 under angiven vecka) | Spridning av alfa-varianten (analyserade positiva test för sars-cov-2 under angiven vecka) | Spridning av alfa-varianten (analyserade positiva test för sars-cov-2 under angiven vecka) | Spridning av alfa-varianten (analyserade positiva test för sars-cov-2 under angiven vecka) | Spridning av alfa-varianten (analyserade positiva test för sars-cov-2 under angiven vecka) | Spridning av alfa-varianten (analyserade positiva test för sars-cov-2 under angiven vecka) | Spridning av alfa-varianten (analyserade positiva test för sars-cov-2 under angiven vecka) | Spridning av alfa-varianten (analyserade positiva test för sars-cov-2 under angiven vecka) | Spridning av alfa-varianten (analyserade positiva test för sars-cov-2 under angiven vecka) |
| Land | Test                                                                                       | 2020                                                                                       | 2020                                                                                       | 2020                                                                                       | 2020                                                                                       | 2020                                                                                       | 2020                                                                                       | 2020                                                                                       | 2020                                                                                       | 2020                                                                                       | 2020                                                                                       | 2020                                                                                       | 2020                                                                                       | 2021                                                                                       | 2021                                                                                       | 2021                                                                                       | 2021                                                                                       | 2021                                                                                       | 2021                                                                                       | 2021                                                                                       | 2021                                                                                       | 2021                                                                                       | 2021                                                                                       |
| Land | Test                                                                                       | Vecka 42                                                                                   | Vecka 43                                                                                   | Vecka 44                                                                                   | Vecka 45                                                                                   | Vecka 46                                                                                   | Vecka 47                                                                                   | Vecka 48                                                                                   | Vecka 49                                                                                   | Vecka 50                                                                                   | Vecka 51                                                                                   | Vecka 52                                                                                   | Vecka 53                                                                                   | Vecka 1                                                                                    | Vecka 2                                                                                    | Vecka 3                                                                                    | Vecka 4                                                                                    | Vecka 5                                                                                    | Vecka 6                                                                                    | Vecka 7                                                                                    | Vecka 8                                                                                    | Vecka 9                                                                                    | Vecka 10                                                                                   |
| --- | ------------------------------------------------------------------------------------------ | ------------------------------------------------------------------------------------------ | ------------------------------------------------------------------------------------------ | ------------------------------------------------------------------------------------------ | ------------------------------------------------------------------------------------------ | ------------------------------------------------------------------------------------------ | ------------------------------------------------------------------------------------------ | ------------------------------------------------------------------------------------------ | ------------------------------------------------------------------------------------------ | ------------------------------------------------------------------------------------------ | ------------------------------------------------------------------------------------------ | ------------------------------------------------------------------------------------------ | ------------------------------------------------------------------------------------------ | ------------------------------------------------------------------------------------------ | ------------------------------------------------------------------------------------------ | ------------------------------------------------------------------------------------------ | ------------------------------------------------------------------------------------------ | ------------------------------------------------------------------------------------------ | ------------------------------------------------------------------------------------------ | ------------------------------------------------------------------------------------------ | ------------------------------------------------------------------------------------------ | ------------------------------------------------------------------------------------------ | ------------------------------------------------------------------------------------------ |
| Storbritannien | Sek.                                                                                       | 0,05%                                                                                      | 0,35%                                                                                      | 1,0%                                                                                       | 2,7%                                                                                       | 6,3%                                                                                       | 10,2%                                                                                      | 10,2%                                                                                      | 13,9%                                                                                      | 32,9%                                                                                      | 45,7%                                                                                      | 51,3%                                                                                      | 70,6%                                                                                      | 74,1%                                                                                      | 78,6%                                                                                      | 86,0%                                                                                      | 89,1%                                                                                      | –                                                                                          | –                                                                                          | –                                                                                          | –                                                                                          | –                                                                                          | –                                                                                          |
| England | SGTF*Sek.% Sek. SGTF rådata SGTF modell                                                    | 0,07% (0,02%) (N/A) (N/A)                                                                  | 0,4% (0,5%) (N/A) (N/A)                                                                    | 1,0% (1,2%) (N/A) (N/A)                                                                    | 3,2% (1,5%) (N/A) (N/A)                                                                    | 5,7% (5,3%) (N/A) (N/A)                                                                    | 10,0% (7,8%) (15,2%) (m:13,3%)                                                             | 19,7% (11,4%) (24,3%) (m:15,9%)                                                            | 34,4% (22,1%) (36,8%) (m:22,0%)                                                            | 51,8% (38,1%) (49,3%) (m:32,1%)                                                            | 63,7% (61,8%) (60,7%) (m:57,2%)                                                            | 72,4% (62,1%) (72,1%) (m:68,9%)                                                            | 77,9% (78,4%) (75,0%) (m:74,0%)                                                            | 82,1% (76,7%) (80,7%) (m:78,3%)                                                            | 87,5% (79,7%) (83,3%) (m:82,1%)                                                            | 90,6% (–) (88,2%) (m:86,0%)                                                                | 93,8% (–) (87,5%) (m:89,3%)                                                                | 95,7% (–) (93,4%) (m:92,5%)                                                                | 97,4% (–) (95,3%) (m:94,6%)                                                                | 98,1% (–) (97,0%) (m:95,2%)                                                                | 98,6% (–) (95,6%) (m:94,7%)                                                                | 98,7% (–) (92,9%) m:93,7%)                                                                 | – (–) (96,1%) m:94,1%)                                                                     |
| Nordirland | SGTF                                                                                       | Saknas data                                                                                | Saknas data                                                                                | Saknas data                                                                                | Saknas data                                                                                | Saknas data                                                                                | 17,9%                                                                                      | 7,4%                                                                                       | 37,5%                                                                                      | 23,0%                                                                                      | 50,0%                                                                                      | 25,0%                                                                                      | 58,8%                                                                                      | 45,2%                                                                                      | 71,4%                                                                                      | 77,8%                                                                                      | 72,4%                                                                                      | 95,7%                                                                                      | 88,9%                                                                                      | 92,2%                                                                                      | 100,0 (m:91,0%)                                                                            | 85,9% (m:87,9%)                                                                            | 100,0% (m:91,1%)                                                                           |
| Skottland | SGTF                                                                                       | Saknas data                                                                                | Saknas data                                                                                | Saknas data                                                                                | Saknas data                                                                                | Saknas data                                                                                | 9,5%                                                                                       | 9,7%                                                                                       | 10,4%                                                                                      | 11,7%                                                                                      | 51,4%                                                                                      | 40,0%                                                                                      | 35,8%                                                                                      | 62,1%                                                                                      | 67,2%                                                                                      | 62,5%                                                                                      | 69,2%                                                                                      | 70,6%                                                                                      | 93,9%                                                                                      | 82,0%                                                                                      | 100,0% (m:92,1%)                                                                           | 91,1% (m:92,7%)                                                                            | 100,0% (m:96,9%)                                                                           |
| Wales | SGTF                                                                                       | Saknas data                                                                                | Saknas data                                                                                | Saknas data                                                                                | Saknas data                                                                                | Saknas data                                                                                | 27,9%                                                                                      | 8,3%                                                                                       | 10,7%                                                                                      | 26,3%                                                                                      | 13,4%                                                                                      | 15,9%                                                                                      | 19,8%                                                                                      | 54,4%                                                                                      | 61,5%                                                                                      | 69,0%                                                                                      | 68,1%                                                                                      | 77,0%                                                                                      | 69,4%                                                                                      | 82,8%                                                                                      | 87,9% (m:79,7%)                                                                            | 77,2% (m:79,5%)                                                                            | 69,9% (m:73,3%)                                                                            |
| Utanför Storbritannien |                                                                                            |                                                                                            |                                                                                            |                                                                                            |                                                                                            |                                                                                            |                                                                                            |                                                                                            |                                                                                            |                                                                                            |                                                                                            |                                                                                            |                                                                                            |                                                                                            |                                                                                            |                                                                                            |                                                                                            |                                                                                            |                                                                                            |                                                                                            |                                                                                            |                                                                                            |                                                                                            |
| Belgien | Sek. SGTF                                                                                  | – –                                                                                        | – –                                                                                        | – –                                                                                        | – –                                                                                        | – –                                                                                        | – –                                                                                        | – –                                                                                        | 0,0% <5%                                                                                   | 0,0% <5%                                                                                   | 0,0% <5%                                                                                   | 13,6% <5%                                                                                  | 0,0% <5%                                                                                   | 7,1% (7,2%)                                                                                | 7,7% (6,9%)                                                                                | 13,4% (16,6%)                                                                              | 23,4% (19,5%)                                                                              | 40,0% (22,4%)                                                                              | 42,7% (27,9%)                                                                              | 50,8% (34,4%)                                                                              | 58,0% (45,8%)                                                                              | 58,9% (46,3%)                                                                              | 79,3% (54,8%)                                                                              |
| Bulgarien | Sek.                                                                                       | –                                                                                          | –                                                                                          | –                                                                                          | –                                                                                          | –                                                                                          | –                                                                                          | –                                                                                          | –                                                                                          | –                                                                                          | –                                                                                          | –                                                                                          | –                                                                                          | –                                                                                          | –                                                                                          | –                                                                                          | 52,1%                                                                                      | –                                                                                          | 70,8%                                                                                      | –                                                                                          | –                                                                                          | 73,4%                                                                                      | –                                                                                          |
| Danmark | Sek.                                                                                       | –                                                                                          | –                                                                                          | –                                                                                          | –                                                                                          | 0,3%                                                                                       | 0,2%                                                                                       | 0,4%                                                                                       | 0,4%                                                                                       | 0,4%                                                                                       | 0,9%                                                                                       | 1,8%                                                                                       | 2,0%                                                                                       | 3,7%                                                                                       | 7,1%                                                                                       | 12,8%                                                                                      | 19,5%                                                                                      | 29,7%                                                                                      | 47,1%                                                                                      | 65,8%                                                                                      | 76,5%                                                                                      | 85,1%                                                                                      | 92,7%                                                                                      |
| Frankrike | RT-PCR proxy utan sek. Sek. SGTF*Sek.%                                                     | – –                                                                                        | – –                                                                                        | – –                                                                                        | – –                                                                                        | – –                                                                                        | – –                                                                                        | – –                                                                                        | – –                                                                                        | – –                                                                                        | – –                                                                                        | – –                                                                                        | – –                                                                                        | – – (3,3%)                                                                                 | – –                                                                                        | – –                                                                                        | – – (13,2%)                                                                                | – –                                                                                        | 36,1% –                                                                                    | 49,3% (39,5%) (39,1%)                                                                      | 59,5% (49,5%) –                                                                            | 65,8% –                                                                                    | –                                                                                          |
| Irland | SGTF                                                                                       | –                                                                                          | –                                                                                          | –                                                                                          | 1,9% (för lite data)                                                                       | 0,0% (för lite data)                                                                       | 0,0% (för lite data)                                                                       | 6,1% (för lite data)                                                                       | 2,2% (för lite data)                                                                       | 1,6% (för lite data)                                                                       | 7,5%                                                                                       | 16,3%                                                                                      | 26,2%                                                                                      | 46,3%                                                                                      | 57,7%                                                                                      | 69,5%                                                                                      | 75,0%                                                                                      | 90,1%                                                                                      | 88,6%                                                                                      | ~92%                                                                                       | –                                                                                          | –                                                                                          | –                                                                                          |
| Israel | SGTF v.51+1 Sek. efter v.1                                                                 | –                                                                                          | –                                                                                          | –                                                                                          | –                                                                                          | –                                                                                          | –                                                                                          | –                                                                                          | –                                                                                          | –                                                                                          | 3-4%                                                                                       | –                                                                                          | –                                                                                          | 10-20%                                                                                     | 10-20%                                                                                     | 30-40%                                                                                     | 40-50%                                                                                     | ~70%                                                                                       | ~80%                                                                                       | ~90%                                                                                       | –                                                                                          | –                                                                                          | –                                                                                          |
| Italien | Sek.%                                                                                      | –                                                                                          | –                                                                                          | –                                                                                          | –                                                                                          | –                                                                                          | –                                                                                          | –                                                                                          | –                                                                                          | –                                                                                          | –                                                                                          | –                                                                                          | –                                                                                          | –                                                                                          | –                                                                                          | –                                                                                          | –                                                                                          | 17,8%                                                                                      | –                                                                                          | 54,0%                                                                                      | –                                                                                          | –                                                                                          | –                                                                                          |
| Luxemburg | Sek.                                                                                       | –                                                                                          | –                                                                                          | –                                                                                          | –                                                                                          | –                                                                                          | –                                                                                          | –                                                                                          | –                                                                                          | –                                                                                          | 0,3%                                                                                       | 0,9%                                                                                       | 4,2%                                                                                       | 8,8%                                                                                       | 15,5%                                                                                      | 17,0%                                                                                      | 36,2%                                                                                      | 53,0%                                                                                      | 54,1%                                                                                      | 53,8%                                                                                      | 65,5%                                                                                      | 62,8%                                                                                      | –                                                                                          |
| Nederländerna | Sek.                                                                                       | –                                                                                          | –                                                                                          | –                                                                                          | –                                                                                          | –                                                                                          | –                                                                                          | –                                                                                          | 1,3%                                                                                       | 0,8%                                                                                       | 0,5%                                                                                       | 2,1%                                                                                       | 4,4%                                                                                       | 9,6%                                                                                       | 15,9%                                                                                      | 23,5%                                                                                      | 24,7%                                                                                      | 31,0%                                                                                      | 40,1%                                                                                      | 64,3%                                                                                      | 75,2%                                                                                      | 82,0%                                                                                      | –                                                                                          |
| Norge | PCR proxy och sek. Sek.                                                                    | –                                                                                          | –                                                                                          | –                                                                                          | –                                                                                          | –                                                                                          | 0,0% –                                                                                     | 2,0% –                                                                                     | 0,0% (0,0%)                                                                                | 4,9% (0,0%)                                                                                | 8,9% (7,2%)                                                                                | 6,0% (2,9%)                                                                                | 14,9% (1,3%)                                                                               | 18,9% (5,7%)                                                                               | 19,5% (11,6%)                                                                              | 15,2% (9,3%)                                                                               | 19,8% (20,1%)                                                                              | 34,1% (30,3%)                                                                              | 43,6% (40,8%)                                                                              | 60,0% (58,4%)                                                                              | 71,8% (65,0%)                                                                              | 76,7% –                                                                                    | 72,7% –                                                                                    |
| Portugal | SGTFL*Sek.%                                                                                | –                                                                                          | –                                                                                          | –                                                                                          | –                                                                                          | –                                                                                          | –                                                                                          | –                                                                                          | 1,7%                                                                                       | 0,8%                                                                                       | 1,2%                                                                                       | 1,7%                                                                                       | 2,9%                                                                                       | 6,8%                                                                                       | 12,3%                                                                                      | 22,7%                                                                                      | 33,5%                                                                                      | 39,2%                                                                                      | 40,9%                                                                                      | 45,7%                                                                                      | 50,5%                                                                                      | 56,0%                                                                                      | 64,3%                                                                                      |
| Schweiz | Sek.                                                                                       | –                                                                                          | –                                                                                          | –                                                                                          | –                                                                                          | –                                                                                          | –                                                                                          | –                                                                                          | –                                                                                          | –                                                                                          | 0,04%                                                                                      | 0,4%                                                                                       | 0,8%                                                                                       | 2,6%                                                                                       | 4,9%                                                                                       | 9,2%                                                                                       | 16,5%                                                                                      | 26,0%                                                                                      | 30,4%                                                                                      | 39,7%                                                                                      | 58,7%                                                                                      | 71,1%                                                                                      | –                                                                                          |
| Sverige | Sek. alla N501Y+A570D pos. tester                                                          | –                                                                                          | –                                                                                          | –                                                                                          | –                                                                                          | –                                                                                          | –                                                                                          | –                                                                                          | –                                                                                          | –                                                                                          | –                                                                                          | –                                                                                          | –                                                                                          | –                                                                                          | –                                                                                          | –                                                                                          | 10,8% (5 av 21 regioner)                                                                   | 15,1% (5 av 21 regioner)                                                                   | 27,3% (5 av 21 regioner)                                                                   | 30,4% (19 av 21 regioner)                                                                  | 41,5% (19 av 21 regioner)                                                                  | 56,4% (19 av 21 regioner)                                                                  | 71,3% (19 av 21 regioner)                                                                  |
| Tyskland | PCR proxy och Sek. Sek.                                                                    | – –                                                                                        | – –                                                                                        | – –                                                                                        | – –                                                                                        | – –                                                                                        | – –                                                                                        | – –                                                                                        | – –                                                                                        | – –                                                                                        | – –                                                                                        | – –                                                                                        | – –                                                                                        | – (2,7%)                                                                                   | 2,0% (9,3%)                                                                                | 3,6% (5,0%)                                                                                | 4,7% (10,9%)                                                                               | 7,2% (18,0%)                                                                               | 17,6% (20,9%)                                                                              | 25,9% (33,0%)                                                                              | 40,0% (41,5%)                                                                              | 54,5% –                                                                                    | 63,5% –                                                                                    |
| Österrike | PCR (N501Y)*Sek.%                                                                          | –                                                                                          | –                                                                                          | –                                                                                          | –                                                                                          | –                                                                                          | –                                                                                          | –                                                                                          | –                                                                                          | –                                                                                          | –                                                                                          | –                                                                                          | –                                                                                          | 7,6%                                                                                       | 18,7%                                                                                      | 15,1%                                                                                      | 22,5%                                                                                      | 28,5%                                                                                      | 23,1%                                                                                      | 34,3%                                                                                      | 61,6%                                                                                      | 63,2%                                                                                      | 48,3% (73,7%)                                                                              |
| Nordamerika |                                                                                            |                                                                                            |                                                                                            |                                                                                            |                                                                                            |                                                                                            |                                                                                            |                                                                                            |                                                                                            |                                                                                            |                                                                                            |                                                                                            |                                                                                            |                                                                                            |                                                                                            |                                                                                            |                                                                                            |                                                                                            |                                                                                            |                                                                                            |                                                                                            |                                                                                            |                                                                                            |
| USA | SGTF*Sek.%                                                                                 | –                                                                                          | –                                                                                          | –                                                                                          | –                                                                                          | –                                                                                          | –                                                                                          | –                                                                                          | –                                                                                          | –                                                                                          | 0,05%                                                                                      | 0,2%                                                                                       | 0,4%                                                                                       | 0,5%                                                                                       | 1,0%                                                                                       | 1,7%                                                                                       | 2,9%                                                                                       | 4,5%                                                                                       | 7,8%                                                                                       | 12,2%                                                                                      | 19,0%                                                                                      | 26,2%                                                                                      |                                                                                            |
| Kalifornien, USA | SGTF*Sek.%                                                                                 | –                                                                                          | –                                                                                          | –                                                                                          | –                                                                                          | –                                                                                          | –                                                                                          | –                                                                                          | –                                                                                          | –                                                                                          | 0,3%                                                                                       | 0,3%                                                                                       | 0,7%                                                                                       | 1,1%                                                                                       | 1,3%                                                                                       | 1,9%                                                                                       | 1,9%                                                                                       | 3,1%                                                                                       | 5,2%                                                                                       | 12,8%                                                                                      | 16,6%                                                                                      | 18,5%                                                                                      |                                                                                            |
| Florida, USA | SGTF*Sek.%                                                                                 | –                                                                                          | –                                                                                          | –                                                                                          | –                                                                                          | –                                                                                          | –                                                                                          | –                                                                                          | –                                                                                          | –                                                                                          | 0,2%                                                                                       | 0,5%                                                                                       | 0,9%                                                                                       | 1,0%                                                                                       | 2,3%                                                                                       | 4,5%                                                                                       | 8,1%                                                                                       | 10,7%                                                                                      | 14,3%                                                                                      | 20,9%                                                                                      | 28,2%                                                                                      | 37,4%                                                                                      |                                                                                            |
| Andra länder som inte rapporterar data varje vecka men har mer än 5% av varianten[när?]: Slovakien (72%), Malta (61%), Spanien (25-30%), och Polen (9%). |                                                                                            |                                                                                            |                                                                                            |                                                                                            |                                                                                            |                                                                                            |                                                                                            |                                                                                            |                                                                                            |                                                                                            |                                                                                            |                                                                                            |                                                                                            |                                                                                            |                                                                                            |                                                                                            |                                                                                            |                                                                                            |                                                                                            |                                                                                            |                                                                                            |                                                                                            |                                                                                            |
| Fetmarkerad text innebär att varianten står för mer än 50% av alla bekräftade fall i regionen under den specifika veckan                                 |                                                                                            |                                                                                            |                                                                                            |                                                                                            |                                                                                            |                                                                                            |                                                                                            |                                                                                            |                                                                                            |                                                                                            |                                                                                            |                                                                                            |                                                                                            |                                                                                            |                                                                                            |                                                                                            |                                                                                            |                                                                                            |                                                                                            |                                                                                            |                                                                                            |                                                                                            |                                                                                            |

Följande länder rapporterar inte hur många fall av varianten som har upptäckts men tros med stor sannolikhet ha en stor andel då de sekvenserat mer än 50 fall av varianten genom helgenomsekvenseringar.
- Turkiet (486 fall)
- Kanada (317 fall)
- Finland (268 fall)
- Australien (140 fall)
- Kroatien (121 fall)
- Nigeria (113 fall)
- Sydkorea (90 fall)
- Slovenien (87 fall)
- Japan (86 fall)
- Litauen (83 fall)
- Indien (81 fall)
- Rumänien (76 fall)
- Ghana (67 fall)
- Singapore (66 fall)
- Nya Zeeland (63 fall)
- Nordmakedonien (53 fall)
- Brasilien (53 fall)

GISAID-databasen innehåller alla sekvenserade COVID-19-genom.

## Upptäckt
De två första genuppsättningarna som tillhör varianten B.1.1.7 samlades in den 20 september 2020 i Kent och ytterligare ett den 21 september 2020 i London.
Smittspårning har visat att denna variant framträdde i september 2020, och förekom i mitten av november i små mängder. Första gången som denna variant kunde kopplas till ökningen av fall var i slutet av november när Public Health England utredde varför smittan inte sjönk i Kent, trots nationella restriktioner. PHE upptäckte ett kluster som spreds in i London och Essex som senare kunde kopplas till variant B.1.1.7.
Även om varianten först upptäcktes i Kent är det inte fastställt var den har sitt ursprung. En teori spekulerar om att versionen kan ha uppkommit hos en kronisk sjuk person med nedsatt immunförsvar vilket kan ha gett viruset en lång tid att föröka sig och mutera.

## Egenskaper

### Genetik
Mutationer är vanligt förekommande hos sars-cov-2. Närmare 4000 mutationer har påvisats i virusets spikeprotein, enligt COG-UK. Fokus på mutationer är ett vanligt sätt att spåra spridningen av viruset. Det visar också att SARS-CoV-2 kom till Storbritannien i över 1000 enskilda fall och det visar att en variant med mutation G614 har helt ersatt den tidigare mutationen D614.
Variant B.1.1.7 har23 mutationer: 13 icke-synonyma mutationer, 4 deletioner och 6 synonyma mutationer, alltså 17 mutationer som förändrar proteinet och sex som inte gör det.

### Effekt på vacciners effektivitet
Sedan den 20 december 2020 var[är fortfarande, eller är inte fortfarande??] bilden från Public Health England att misstankar om att mutationen skulle vara resistens mot Pfizer-BioNTechs vaccin, som för närvarande[när?] används i Storbritanniens vaccinprogram, saknade ordentligt underlag. Deras uppfattning är[var eller är??] att människor fortfarande kommer skyddas mot covid-19 med vaccinet.

### Dödlighet
Studier talar för att infektion av B.1.1.7 är förenat med högre dödlighet än infektion av den vanliga sars-cov-2. En fall-kontrollstudie där man jämfört patienter som testat positivt för B.1.1.7 med jämförbara patienter med annan sars-cov-2, har visat en 64% högre dödlighet inom 28 dagar från provtagning för patienterna med B.1.1.7.

### E484K mutation
Den 2 februari 2021 rapporterade Public Health England att de hade upptäckt "ett begränsat antal B.1.1.7 VOC-202012/01 genom med E484K mutationer", vilken kan återfinnas hos både den sydafrikanska och brasilianska varianterna av SARS-CoV-2; en mutation som kan försämra vaccinens effektivitet, en studie visar att vaccinkandidaterna från Novavax och Johnson & Johnson verkar vara mindre effektivt på grund av E484K. Den 9 februari 2021 blev det känt att runt 76 fall med mutationen E484K upptäckts, flest i Bristol men också i Liverpool. En vecka senare uppmärksammades i en rapport från PHE att det upptäckts 77 bekräftade och sannolika fall av mutationen runt i Storbritannien, i två olika varianter av sars-cov-2: VUI-202102/01 och VOC-202102/02. Den sistnämnda är numera känd som "B.1.1.7 med E484K".
Den 5 mars 2021 kom nyheten att variant B.1.1.7 med E484K-mutationen upptäckts hos två patienter i USA (Oregon och New York). Forskare tror att E484K-mutationen i Oregon har uppstått spontant.

## Spridning

### Norden

#### Danmark

##### November - December 2020
Inledningsvis enligt Statens seruminstitut (SSI) skulle endast nio danskar smittats med alfa-varianten av coronaviruset och dessa nio bekräftades mellan den 14 november och 3 december: sex i Storköpenhamn och tre på Nordjylland.
Danmark bekräftade ytterligare 33 nya smittfall den 23 december 2020. enligt ett dokument från SSI. Dokumentet visar att proverna togs mellan den 14 november till 14 december. Danmark sekvenserar prover mycket snabbare och i högre utsträckning än vad andra länder gör och därför var det endast en tidsfråga innan andra länder också skulle upptäcka den nya varianten.

##### Januari 2021
I den första veckan av januari stod den brittiska varianten för ungefär 4% av alla analyserade prover och ökade till 45% i den andra veckan i februari (vecka 6).

##### Februari 2021
Under februari 2021 dominerade alfavarianten i Danmark, och stod för närmare 60 % av alla analyserade prover. Enligt en dansk studie från den 24 februari 2021 tros varianten medföra en 64 % högre risk för sjukhusinläggning.

#### Norge

##### December 2020
Under vecka 50-53 2020 sjönk andelen alfa-smitta från 7,2 % till 1,3 %, vilket i efterhand tros varit ett felaktigt resultat eftersom provstorleken var liten och testningen endast var riktad mot resenärer från Storbritannien.

##### Januari 2021
Varianten ökade sedan från 7,6 % under första veckan av januari till 38,2 % i vecka 6, i alla genomsekvenserade tester.

##### Februari 2021
Under vecka 6 kunde Folkehelseinstitutet visa att den verkliga siffran istället låg på runt 20-30 % i befolkningen, när man bortser från alla resenärer som testat positivt. Varianten hade sin största spridning i Oslo och Viken, där man såg att varianten gick från 18 % av alla sekvenserade prover till 90 % av analyserade prover i Oslo mellan den 20 januari till 23 februari och en ökning från 20 % till 80 % av analyserade prover i Viken från den 25 januari till den 23 februari.

#### Sverige

##### December 2020
Den 19 december hade Folkhälsomyndigheten inte bekräftat några fall av den nya varianten av viruset i Sverige, men det gick inte att dra någon säker slutsats huruvida viruset förekom i Sverige. Dagen efter gick Folkhälsomyndigheten ut och sa att "den nya varianten kan vara mer smittsam, men inget tyder på att den skulle ge svårare sjukdom. Varianten har hittills inte hittats i Sverige."
Den 21 december meddelade Sveriges regering att Sverige skulle stänga gränsen mot Danmark, sedan där bekräftats fall av B.1.1.7. Gränsen vid Öresundsförbindelsen och båtarna i Helsingborg stängde midnatt mellan den 21-22 december. Sverige införde inreseförbud från Storbritannien redan den 20 december, och inga flygplan från landet fick lov att landa i Sverige mellan den 22 december och 23 december. Den svenska regeringen beslutade att förlänga stoppet för passagerarflyg från Storbritannien till Sverige till den 31 december.
Den 26 december meddelade Folkhälsomyndigheten att ett fall av den nya mutationen upptäckts i region Sörmland, hos en person som rest från Storbritannien till Sverige för att fira jul. Smittskyddsläkaren i Sörmland sade att personen insjuknade med oerhört trötthet och rejäl värk och sedan den 21 december testade personen positivt. Den 26 december bekräftades att personen hade alfa-varianten. Samma dag landade ett plan från London vid Arlanda i Stockholm trots att det rådde inreseförbud och flygförbud från Storbritannien.
Den 30 december meddelade Folkhälsomyndigheten att de upptäckt ytterligare fyra nya fall av alfa-mutationen, varav två i region Östergötland. Den 3 januari 2021 meddelade region Stockholm att de upptäckt tre fall av varianten. Region Skåne meddelade den 4 januari 2021 att det upptäckts ett fall av alfa-varianten i Skåne. Även region Västerbotten meddelade att de hittat varianten. Den 19 januari 2021 meddelade Folkhälsomyndigheten att det upptäckts 30 nya fall av vad som då benämndes den brittiska virusmutationen i Sverige. Totalt hade det vid detta tillfälle upptäckts över 55 fall, varav 16 inte hade kopplingar till resor.

##### Januari 2021
Den 26 januari meddelade Folkhälsomyndigheten att det upptäckts 40 nya fall av alfavarianten i Sverige. Detta datum hade Sverige totalt 95 bekräftade fall.

##### Februari 2021
Under vecka 6 (8-14 februari) fann Folkhälsomyndigheten varianten i 27,3 % av alla sekvenserade prover som tagits i 5 olika (Skåne, Västra Götaland, Västmanland, Gävleborg and Örebro). Den 28 februari bekräftade Folkhälsomyndigheten att 775 fall av alfavarianten funnits i Sverige, men påpekade att det på grund av fördröjning i rapportering på grund av långa svarstider kunde innebära att det egentligen fanns många fler fall..

##### Mars 2021
I mars 2021 spådde Folkhälsomyndigheten att alfavarianten skulle bli den vanligaste i landet någon gång  under vecka 12-14. Detta beräknat på uppgifter att varianten är 50 % mer smittsam än den ursprungliga sars-cov-2. I mitten av mars dominerade alfa-varianten i de flesta av landets regioner. Alfavarianten oroade även intensivvården eftersom risken att behöva vårdas på sjukhus ansågs öka med nästan 100 % jämfört med det ursprungliga viruset.

### Sekvenserade prover i Sverige
| Andel misstänkta B.1.1.7 i 19 regioner.                                                                                  | Andel misstänkta B.1.1.7 i 19 regioner.                             | Andel misstänkta B.1.1.7 i 19 regioner.                       | Andel misstänkta B.1.1.7 i 19 regioner.                       | Andel misstänkta B.1.1.7 i 19 regioner.                       | Andel misstänkta B.1.1.7 i 19 regioner.                        | Andel misstänkta B.1.1.7 i 19 regioner.                        | Andel misstänkta B.1.1.7 i 19 regioner.                        | Andel misstänkta B.1.1.7 i 19 regioner.                        |
| Region | Vecka 5 och 6, andel (%) misstänkt B.1.1.7 (95% konfidensintervall) | Vecka 7, andel (%) misstänkt B.1.1.7 (95% konfidensintervall) | Vecka 8, andel (%) misstänkt B.1.1.7 (95% konfidensintervall) | Vecka 9, andel (%) misstänkt B.1.1.7 (95% konfidensintervall) | Vecka 10, andel (%) misstänkt B.1.1.7 (95% konfidensintervall) | Vecka 11, andel (%) misstänkt B.1.1.7 (95% konfidensintervall) | Vecka 12, andel (%) misstänkt B.1.1.7 (95% konfidensintervall) | Vecka 13, andel (%) misstänkt B.1.1.7 (95% konfidensintervall) |
| --- | ------------------------------------------------------------------- | ------------------------------------------------------------- | ------------------------------------------------------------- | ------------------------------------------------------------- | -------------------------------------------------------------- | -------------------------------------------------------------- | -------------------------------------------------------------- | -------------------------------------------------------------- |
| Region Blekinge | 0 (0–3)                                                             | 3,3 (0,4–11,5)                                                | 11 (6–19)                                                     | 50 (41–58)                                                    | 71 (63–78)                                                     | 84 (78–89)                                                     | 92 (86–95)                                                     | 100 (96 - 100)                                                 |
| Region Dalarna | 18 (13–25)                                                          | 22 (16–28)                                                    | 42 (35–50)                                                    | 57 (52–62)                                                    | 71 (67–75)                                                     | 77 (74–81)                                                     | 88 (85–91)                                                     | 88 (83 - 91)                                                   |
| Region Gävleborg | 22 (19–24)                                                          | 45 (41–49)                                                    | 60 (57–64)                                                    | 72 (69–75)                                                    | 83 (81–85)                                                     | 89 (87–91)                                                     | 94 (92–95)                                                     | 95 (92 - 96)                                                   |
| Region Halland | 20 (18–23)                                                          | 31 (28–34)                                                    | 51 (47–54)                                                    | 58 (54–62)                                                    | 73 (70–77)                                                     | 78 (74–81)                                                     | 87 (83–89)                                                     | 88 (86 - 89)                                                   |
| Region Jämtland Härjedalen                                                                                               | 20 (12–30)                                                          | 27 (21–34)                                                    | 50 (42–58)                                                    | 56 (50–61)                                                    | 63 (57–69)                                                     | 77 (72–81)                                                     | 83 (78–88)                                                     | 94 (88 - 97)                                                   |
| Region Jönköpings län | 16 (13–20)                                                          | 35 (30–40)                                                    | 39 (33–45)                                                    | 66 (62–71)                                                    | 84 (81–86)                                                     | 92 (90–93)                                                     | 94 (92–95)                                                     | 97 (94 - 98)                                                   |
| Region Kalmar län | 23 (18–29)                                                          | 43 (36–50)                                                    | 49 (43–55)                                                    | 71 (65–77)                                                    | 83 (78–88)                                                     | 83 (77–87)                                                     | 87 (81–91)                                                     | 95 (93 - 97)                                                   |
| Region Kronoberg | 2,7 (1,2–5,1)                                                       | 5 (3–8)                                                       | 6 (3–9)                                                       | 16 (12–22)                                                    | 40 (34–46)                                                     | 67 (60–73)                                                     | 88 (84–92)                                                     | 92 (86 - 96)                                                   |
| Region Norrbotten | 6 (4–8)                                                             | 14 (10–20)                                                    | 11 (9–15)                                                     | –                                                             | 48 (40–55)                                                     | 45 (41–49)                                                     | 82 (69–91)                                                     | -                                                              |
| Region Skåne | 16 (14–17)                                                          | 25 (24–27)                                                    | 32 (30–35)                                                    | 50 (48–53)                                                    | 65 (62–67)                                                     | 76 (74–78)                                                     | 83 (81–85)                                                     | 83 (81 - 85)                                                   |
| Region Stockholm | 27 (24–31)                                                          | 41 (37–45)                                                    | 53 (49–58)                                                    | 66 (61–70)                                                    | 79 (76–81)                                                     | 84 (82–86)                                                     | 88 (86–89)                                                     | 92 (91 - 93)                                                   |
| Region Sörmland | 8 (6–10)                                                            | 22 (18–26)                                                    | 37 (33–41)                                                    | 48 (43–52)                                                    | 67 (63–71)                                                     | 77 (74–80)                                                     | 84 (81–86)                                                     | 88 (85 - 90)                                                   |
| Region Uppsala | 8 (5–12)                                                            | 13 (8–21)                                                     | 56 (46–65)                                                    | 51 (46–57)                                                    | 64 (59–69)                                                     | 67 (62–72)                                                     | 84 (80–87)                                                     | 90 (86 - 94)                                                   |
| Region Värmland | 12 (8–19)                                                           | 17 (12–23)                                                    | 26 (20–33)                                                    | 46 (40–51)                                                    | 53 (49–58)                                                     | 67 (62–71)                                                     | 67 (63–71)                                                     | 75 (70 - 80)                                                   |
| Region Västernorrland | 5 (3–9)                                                             | 19 (15–24)                                                    | 40 (33–46)                                                    | 68 (62–73)                                                    | 77 (73–81)                                                     | 86 (82–89)                                                     | 96 (94–97)                                                     | 96 (92 - 98)                                                   |
| Region Västmanland | 11 (9–15)                                                           | 19 (14–24)                                                    | 25 (20–31)                                                    | 40 (34–46)                                                    | 53 (48–58)                                                     | 71 (66–75)                                                     | 82 (78–85)                                                     | 91 (87 - 93)                                                   |
| Region Västra Götaland                                                                                                   | 24 (23–26)                                                          | 36 (34–37)                                                    | 47 (45–48)                                                    | 57 (55–59)                                                    | 73 (71–74)                                                     | 78 (77–80)                                                     | 82 (81–83)                                                     | 83 (82 - 85)                                                   |
| Region Örebro | 8 (5–12)                                                            | 31 (23–39)                                                    | 40 (33–48)                                                    | 61 (54–68)                                                    | 73 (67–78)                                                     | 86 (82–90)                                                     | 91 (88–94)                                                     | 96 (93 - 97)                                                   |
| Region Östergötland | 18 (14–23)                                                          | 13 (8–22)                                                     | –                                                             | –                                                             | –                                                              | –                                                              | –                                                              | -                                                              |
| Fetmarkerad text innebär att varianten står för mer än 50% av alla bekräftade fall i regionen under den specifika veckan |                                                                     |                                                               |                                                               |                                                               |                                                                |                                                                |                                                                |                                                                |

| Antal misstänkta B.1.1.7 i 19 regioner. | Antal misstänkta B.1.1.7 i 19 regioner. | Antal misstänkta B.1.1.7 i 19 regioner. | Antal misstänkta B.1.1.7 i 19 regioner. | Antal misstänkta B.1.1.7 i 19 regioner. | Antal misstänkta B.1.1.7 i 19 regioner. | Antal misstänkta B.1.1.7 i 19 regioner. | Antal misstänkta B.1.1.7 i 19 regioner. | Antal misstänkta B.1.1.7 i 19 regioner. |
| Region                                  | Vecka 5 & 6, antal misstänkt B.1.1.7    | Vecka 7, antal misstänkt B.1.1.7        | Vecka 8, antal misstänkt B.1.1.7        | Vecka 9, antal misstänkt B.1.1.7        | Vecka 10, antal misstänkt B.1.1.7       | Vecka 11, antal misstänkt B.1.1.7       | Vecka 12, antal misstänkt B.1.1.7       | Vecka 13, antal misstänkt B.1.1.7       |
| --------------------------------------- | --------------------------------------- | --------------------------------------- | --------------------------------------- | --------------------------------------- | --------------------------------------- | --------------------------------------- | --------------------------------------- | --------------------------------------- |
| Region Blekinge                         | 0                                       | 2                                       | 11                                      | 65                                      | 102                                     | 146                                     | 147                                     | 122                                     |
| Region Dalarna                          | 37                                      | 42                                      | 73                                      | 227                                     | 334                                     | 526                                     | 579                                     | 230                                     |
| Region Gävleborg                        | 215                                     | 335                                     | 572                                     | 681                                     | 1005                                    | 970                                     | 1202                                    | 400                                     |
| Region Halland                          | 154                                     | 256                                     | 448                                     | 387                                     | 473                                     | 460                                     | 391                                     | 1375                                    |
| Region Jämtland Härjedalen              | 17                                      | 52                                      | 77                                      | 166                                     | 176                                     | 266                                     | 222                                     | 120                                     |
| Region Jönköpings län                   | 71                                      | 113                                     | 112                                     | 317                                     | 624                                     | 943                                     | 925                                     | 328                                     |
| Region Kalmar län                       | 55                                      | 81                                      | 139                                     | 149                                     | 194                                     | 173                                     | 145                                     | 471                                     |
| Region Kronoberg                        | 9                                       | 12                                      | 20                                      | 39                                      | 97                                      | 134                                     | 273                                     | 120                                     |
| Region Norrbotten                       | 28                                      | 32                                      | 51                                      | –                                       | 85                                      | 274                                     | 42                                      |                                         |
| Region Skåne                            | 545                                     | 531                                     | 590                                     | 744                                     | 947                                     | 1218                                    | 1401                                    | 1567                                    |
| Region Stockholm                        | 203                                     | 231                                     | 259                                     | 324                                     | 819                                     | 1967                                    | 1575                                    | 3294                                    |
| Region Sörmland                         | 41                                      | 82                                      | 212                                     | 246                                     | 364                                     | 613                                     | 651                                     | 751                                     |
| Region Uppsala                          | 20                                      | 16                                      | 68                                      | 174                                     | 268                                     | 274                                     | 366                                     | 226                                     |
| Region Värmland                         | 18                                      | 32                                      | 49                                      | 146                                     | 238                                     | 291                                     | 332                                     | 203                                     |
| Region Västernorrland                   | 17                                      | 66                                      | 88                                      | 211                                     | 328                                     | 422                                     | 498                                     | 216                                     |
| Region Västmanland                      | 57                                      | 52                                      | 62                                      | 123                                     | 209                                     | 303                                     | 434                                     | 300                                     |
| Region Västra Götaland                  | 1195                                    | 1325                                    | 1744                                    | 1806                                    | 2408                                    | 2906                                    | 3359                                    | 2824                                    |
| Region Örebro                           | 16                                      | 42                                      | 68                                      | 134                                     | 179                                     | 297                                     | 436                                     | 424                                     |
| Region Östergötland                     | 63                                      | 14                                      | –                                       | –                                       | –                                       | –                                       | –                                       | -                                       |

### Resten av världen

#### December 2020
Under december 2020 hade Belgien, Italien och Nederländerna bekräftade fall med alfa-varianten av sars-cov-2. Nederländerna var först ut med att införa inreseförbud från Storbritannien. Även Belgien, Italien, Norge och Tyskland har infört ett inreseförbud och alla resenärer måste uppvisa ett negativt covid-19-test för att komma in i landet.
Den 20 december rapporterade BBC att Världshälsoorganisationen rapporterat nio nya fall som upptäckts i Danmark samt ett fall vardera i Nederländerna och Australien. Senare samma dag rapporterades det att fyra nya fall hade upptäckts i Belgien, och ett i Italien. Den muterade varianten hade hittats i flera länder runt om i Europa och i världen, bland annat i Spanien, Frankrike och Japan. Den har också hittats på Island och Gibraltar.
Sedan den 21 december har minst 42 länder restriktioner mot flyg kommande från Storbritannien.
Den 23 december rapporterade Singapore, Israel och Nordirland sina första fall av den nya varianten.
Den 24 december rapporterade Tyskland och Schweiz rapporterade sina första fall.
Den 25 december rapporterade Irland och Japan sina första fall.
Den 26 december rapporterade Kanada, Frankrike, Libanon och Spanien sina första fall.
Den 27 december rapporterade Jordanien, Norge och Portugal sina första fall.
Den 28 december rapporterade Finland och Sydkorea sina första fall.
Den 29 december rapporterade Chile, Indien och Pakistan sina första fall, och samma dag rapporterade USA sitt första fall av varianten, hos en person i Colorado som inte rest utomlands. Provet togs den 24 december.
Den 30 december rapporterade Malta och Taiwan sina första fall.
Den 31 december på nyårsafton rapporterade Kina och Brasilien sina första fall av varianten.

#### Januari 2021
Den 6 januari 2021 meddelade CDC att de upptäckt minst 52 bekräftade fall i delstaterna Kalifornien, Florida, Colorado, Georgia och New York.
Den 1 januari rapporterade Turkiet sina första fall hos 15 personer som varit på semester i England. Samma dag meddelade Danmark att de hittat 86 fall av varianten, ungefär 1% av alla sekvenserade tester påvisade denna varianten.
Den 2 januari rapporterade Luxemburg och Vietnam rapporterade sina första fall.
Den 3 januari rapporterade Cypern sina första fall hos 12 personer. Samma dag rapporterade både Nya Zeeland och Thailand sina första fall av denna varianten.
Den 4 januari rapporterade Österrike rapporterade sina första fall hos fyra personer, inklusive ett fall av Variant 501.V2.
Den 5 januari bekräftade Iran, Oman, och den amerikanska delstaten Georgia sitt första fall av varianten. Personen från Georgia hade inte rest utanför landet.
Den 7 januari upptäcktes fler fall i delstaterna Connecticut, Pennsylvania, och Texas.
Den 8 januari rapporterade Rumänien sitt första fall av varianten hos en kvinna som inte lämnat landet nyligen.
Den 9 januari upptäcktes fem fall i delstaten Minnesota.
Den 10 januari rapporterade både Mexiko och Ryssland rapporterade sina första fall.
Den 11 januari rapporterade Malaysia och Litauen sitt första fall. Samma dag upptäcktes ett fall i delstaten Indiana.
Den 12 januari rapporterade Ecuador sitt första fall.
Den 13 januari rapporterade både Filippinerna och Ungern sitt första fall av varianten.
Den 14 januari rapporterade Gambia sitt första fall, vilket blev det första fall som bekräftas i Afrika.
Den 15 januari rapporterade Dominikanska republiken sitt första fall
Den 16 januari rapporterade Argentina sitt första fall. Samma dag rapporterade CDC att den brittiska varianten hade upptäckts i delstaten Los Angeles och troddes nu spridas i samhället.
Den 18 januari rapporterade Tjeckien och Marocko sina första fall.
Den 19 januari rapporterade Kuwait sitt första fall av varianten.
I början av januari skedde ett utbrott på en grundskola i Nederländerna där det upptäcktes att 30 barn smittats med den nya varianten. Detta innebar att det fanns en lokal spridning i området.

#### Februari 2021
Den 10 februari rapporterade Kroatiens folkhälsomyndighet att varianten upptäckts i tre tester av 61 sekvenserade prover sedan den 20 januari. En man i 50-årsåldern och en 3-åring från Zagreb och hos en 34-årig man från Brod-Posavinas län.
Den 12 februari upptäcktes varianten i fyra delar av Sri Lanka, och den Kanadensiska provinsen Newfoundland och Labrador hade upptäckt en klustersmitta av varianten.

#### Mars 2021
Den 2 mars rapporterade Indonesien och Tunisien sina första fall av varianten. Elfenbenskusten bekräftade den 25 mars att varianten existerar sedan en tid i landet, nästan uteslutande i och kring Abidjan.

### N501Y-mutationen
En stam med samma N501Y-mutation (som kan resultera i mycket högre smittspridning), men annan härstamning från den i Storbritannien har också upptäckts i Sydafrika. N501Y mutationen har också upptäckts på andra platser: i Australien i juni-juli, i USA i juli och i Brasilien i april. Det är inte heller klart om denna mutationen växt fram i Storbritannien eller om den importerats.